# El Enemigo (álbum)
El Enemigo quinto disco de Satélite Kingston grabado durante el 2009 en el estudio Fuera del Túnel, a cargo de Hernan Agrasar, salvo los temas 1, 2, 7 y 10 que habían sido registrados antes en las salas La Pepa. 
Masterizado por Álvaro Villagra en Del Absto Al Pasto.

## Lista de canciones
1. "Sin Voz" (Flores)
2. "El Enemigo" (Cohen)
3. "La Última Carta" (Flores)
4. "Aldana" (Marastoni)
5. "Patio" (Cohen)
6. "Save a Bread" (Hinds - Reid)
7. "Es Historia" (Flores)
8. "En Mil Años" (Julio)
9. "Mama Look a Bobo" (Alexander)
10. "Plomo" (Flores)
11. "El Dragón" (Pribluda)
12. "Canción de Despedida" (Flores)
13. "La Última Carta - Reprise" (Flores - Massol)